# Secamone supranervis
Secamone supranervis är en oleanderväxtart som beskrevs av J. Klackenberg. Secamone supranervis ingår i släktet Secamone och familjen oleanderväxter. Inga underarter finns listade i Catalogue of Life.